# Veľká nad Ipľom
Veľká nad Ipľom (1927–1973 „Veliká nad Ipľom“ – bis 1927 „Veliká“; ungarisch Vilke) ist eine Gemeinde im Süden der Slowakei mit 954 Einwohnern (Stand 31. Dezember 2024). Sie gehört zum Okres Lučenec, einem Kreis des Banskobystrický kraj, und ist zugleich Teil der traditionellen Landschaft Novohrad.

## Geographie

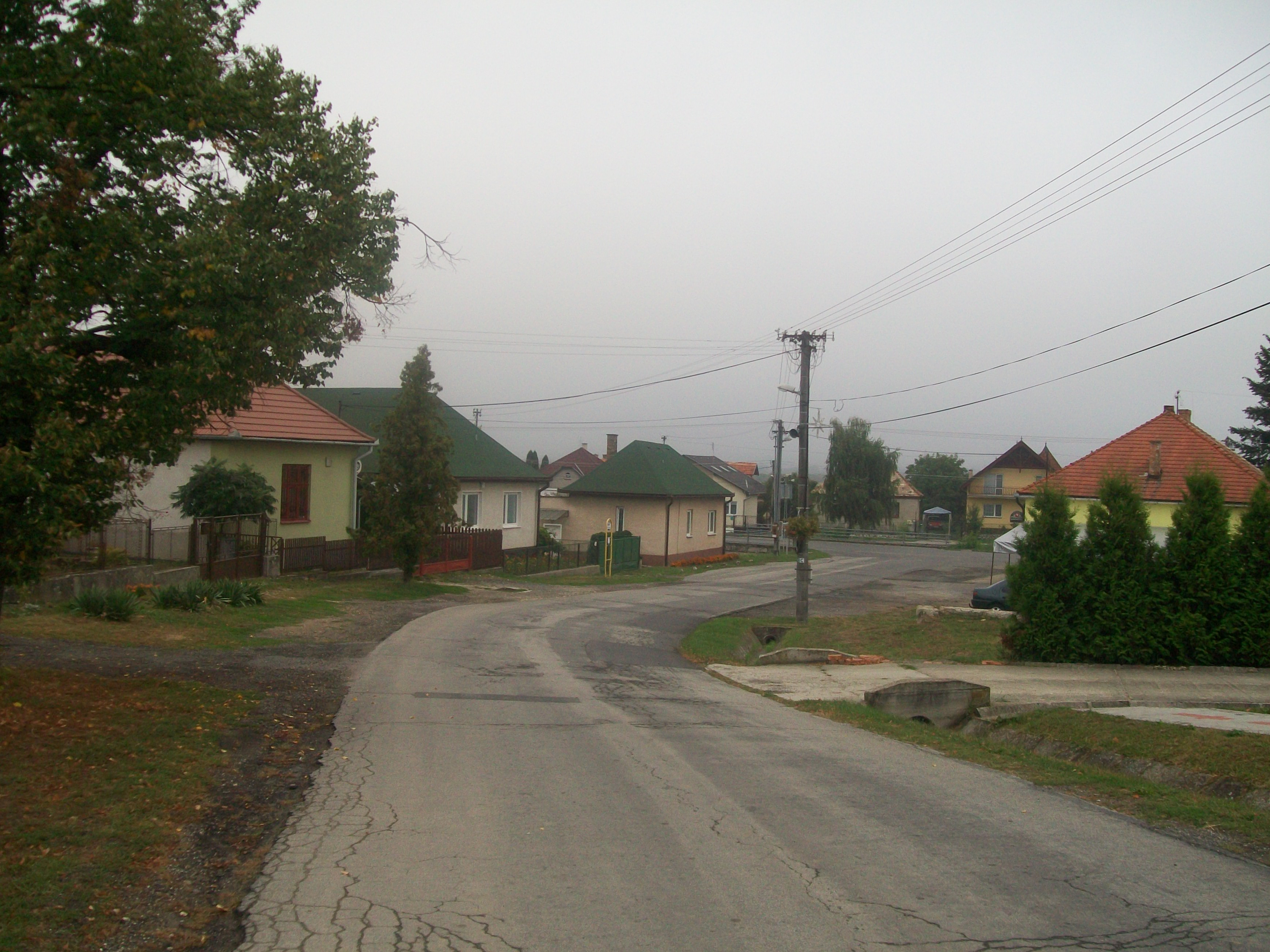
Straßenblick im Ort

Die Gemeinde befindet sich im Südwesten des Talkessels Lučenská kotlina, einem Teil der größeren Einheit Juhoslovenská kotlina, beiderseits des Baches Mašková. Unweit des Ortes fließt der Ipeľ, der ab hier die Staatsgrenze zu Ungarn markiert. Das Ortszentrum liegt auf einer Höhe von 180 m n.m. und ist acht Kilometer von Lučenec entfernt.
Nachbargemeinden sind Jelšovec im Norden, Panické Dravce im Nordosten, Kalonda im Osten, Ipolytarnóc (H) im Süden, Trenč im Südwesten, Ľuboriečka im Westen sowie Ľuboreč und Halič im Nordwesten.

## Geschichte

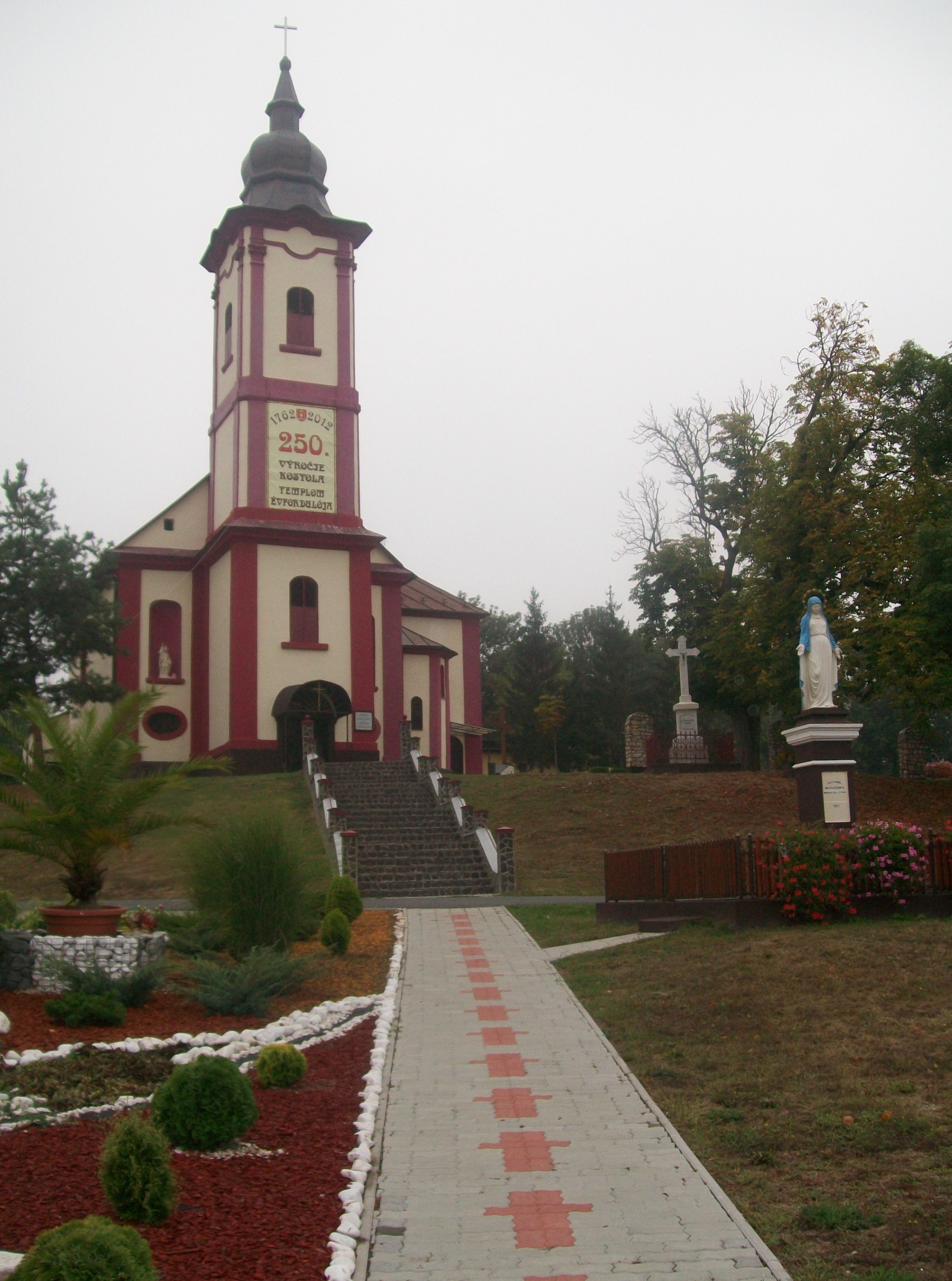
Allerheiligenkirche

Veľká nad Iplom wurde zum ersten Mal 1238 als Vilika schriftlich erwähnt. Im Spätmittelalter gehörte es zu den bedeutenden Orten der Gespanschaft Neograd und besaß zeitweise Stadtrechte. Im 16. Jahrhundert kam die Ortschaft zum Herrschaftsgebiet der Burg Šomoška, zwischen 1554 und 1593 lag sie im Osmanischen Reich und wurde während der Türkenkriege des 17. Jahrhunderts verwüstet. Nach 1680 wurde das Dorf wieder aufgebaut und war bis 1848, wie schon im 17. Jahrhundert, Besitz des Geschlechts Forgách. 1730 brannte der ganze Ort aus. 1828 zählte man 107 Häuser und 793 Einwohner, die vorwiegend Landwirtschaft betrieben. 1841 stand im Dorf eine damals moderne Zuckerfabrik.
Bis 1918/1919 gehörte der im Komitat Neograd liegende Ort zum Königreich Ungarn und kam danach zur Tschechoslowakei beziehungsweise heute Slowakei. Auf Grund des Ersten Wiener Schiedsspruches war er von 1938 bis 1945 noch einmal Teil Ungarns.
Von 1973 bis 1990 war Nachbarort Trenč Teil der Gemeinde.

## Bevölkerung
| Jahr                | 1994 | 2004    | 2014    | 2024    |
| ------------------- | ---- | ------- | ------- | ------- |
| Anzahl der Personen | 882  | 943     | 940     | 954     |
| Unterschied         |      | +6,91 % | −0,31 % | +1,48 % |

| Jahr                | 2023 | 2024    |
| ------------------- | ---- | ------- |
| Anzahl der Personen | 949  | 954     |
| Unterschied         |      | +0,52 % |

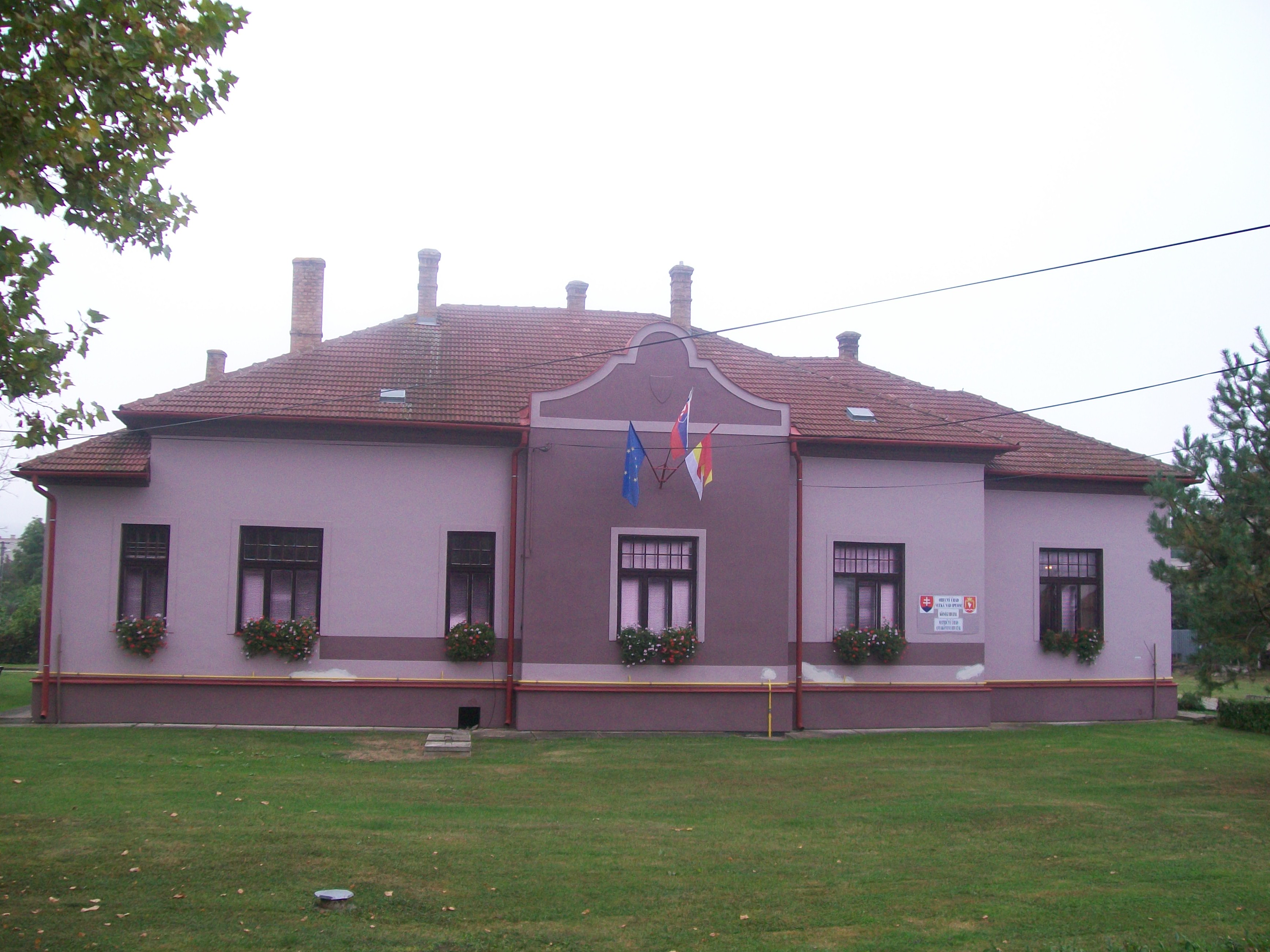
Sitz der Gemeindeverwaltung

Gemäß der Volkszählung 2011 wohnten in Veľká nad Ipľom 947 Einwohner, davon 471 Slowaken, 330 Magyaren, 71 Roma, 3 Tschechen sowie jeweils 1 Bulgare und Deutscher. 1 Einwohner gab eine andere Ethnie an und 69 Einwohner machten keine Angabe zur Ethnie. 670 Einwohner bekannten sich zur römisch-katholischen Kirche, 74 Einwohner zur Evangelischen Kirche A. B., 31 Einwohner zu den Baptisten, 5 Einwohner zur reformierten Kirche, 4 Einwohner zur griechisch-katholischen Kirche und 1 Einwohner zur orthodoxen Kirche; 2 Einwohner bekannten sich zu einer anderen Konfession. 58 Einwohner waren konfessionslos und bei 102 Einwohnern wurde die Konfession nicht ermittelt.

## Bauwerke
- römisch-katholische Allerheiligenkirche im spätbarocken Stil aus dem Jahr 1762

## Verkehr
Durch Veľká nad Ipľom verläuft die Straße 2. Ordnung 585 zwischen Lučenec und Pôtor (via Dolná Strehová).
Der nächste Bahnhof mit regelmäßigem Personenverkehr ist Lučenec an der Bahnstrecke Salgótarján–Vrútky (dort Teil der Kursbuchstrecke 160).